# 클로저스 성우 교체 논란 및 레진코믹스 탈퇴 사태
클로저스 성우 교체 논란 및 레진코믹스 탈퇴 사태는 2016년 넥슨이 서비스를 하려던 '클로저스'의 '티나' 역을 맡은 김자연이 트위터 계정에 페이스북 페이지 ‘메갈리아4’에서 페이스북코리아와 진행 중인 여성 혐오성 페이지 유지 문제에 대한 민사 소송 비용을 마련하기 위해 진행 중인 기금 후원의 대가(리워드)로 받은 물품을 인증하자 이에 게임 사용자들이 성우의 교체를 요청하여 7월 19일 티나 역의 성우가 교체되면서 발생한 일련의 사건이다.

## 개요
2016년 넥슨이 서비스를 하려던 '클로저스'의 '티나' 역을 맡은 김자연이 트위터 계정에 메갈리아4에서 제작한 "Girls do not need a prince"라는 문구가 적힌 티셔츠를 구매해 인증하였고, 이에 게임 사용자들이 성우의 교체를 요청해 7월 19일 전격적으로 티나 역의 성우가 교체되었다. 그러자 일부에서는 "게임 개발자들의 정치적 의사표현, 특히 여성 개발자의 목소리를 억압할 수 있다"면서 반발하였고, 넥슨 게임을 보이콧하는 운동이 벌어졌다. 그러나 다른 한편에서는 메갈리아가 '남성 혐오', '장애인 비하', '게임 사용자 비하'를 하는 곳인만큼, '게임 사용자'를 고려해 계약금을 지급한 후 계약을 해지하는 것은 충분히 이해가 되는 행동이라고 주장하였다. 김자연은 "정당한 대가를 받았으며 회사 측이 나를 걱정해 줬다"며 "부당 해고라는 표현은 삼가 달라"고 밝혔다. 이 조치에 대해 웹툰 작가를 비롯 게임 해설가, 예술 창작가 등 이러한 조치가 부당한 해고 조치라고 반발하며 김자연 성우를 지지하는 여론을 형성하였다.

### Girls do not need a prince
"Girls do not need a prince" 문구가 새겨진 티셔츠는 페이스북 그룹 메갈리아4가 페이지 운영을 위한 금액을 모금화해 만들어진 티셔츠로 티셔츠 구입을 위한 펀딩을 통해 후원이 이뤄졌다. 텀블벅을 통한 후원 소개 페이지에 따르면, 국내외 페미니즘 이슈를 다루던 "메갈리아2", "메갈리아3" 페이지가 편파적 발언과 상징이 포함되어 삭제 조치가 된 반면 각종 여성혐오 발언과 영상을 담은 "김치녀" 페이지는 신고에도 불구하고 삭제 조치가 취해지지 않는 편파적 조치에 대응하기 위해 페이스북을 상대로 소송을 걸기 위해 모금을 하였다고 밝혔다. 그 외에도 남는 기금은 여성 폭력과 관련해 법적 절차를 진행하고 싶은 사람에게도 이 기금이 전달된다고 밝혔다. "Girls do not need a prince"이란 문구는 강남역 화장실 살인사건에서 많은 남성들이 지켜주지 못해 미안하다는 반응을 보고 왜 남성들이 여성을 지켜줘야하는 지에 대한 의문에서 처음에는 'Not All Princesses Need to Be SAVED'였다가 이런 성 고정 관념이 재생산될 수 있어 문구의 핵심을 'Princess'에서 'Prince'로 바꾸었지만 단어 선정이 현실과 동떨어져 있어 위스퍼 캠페인 슬로건인 'FIGHT LIKE A GIRL'로 변경하는 것도 고안을 해봤으나 최종적으로 'Girls do not need a prince'로 결정되었다.

## 항의 시위
7월 22일과 25일 메갈리아를 비롯한 인터넷 커뮤니티 기반 여성 단체 회원들은 판교 넥슨 코리아 사옥 앞에서 항의 시위를 가졌다. 한편으로는 넥슨을 규탄하는 집회를 열면서 한 여성 단체가 넥슨의 사내 유치원을 겨냥해 성희롱적인 문구를 내걸어 문제가 되었으나, 해당 여성 단체에서는 "혁명은 폭력적일 수밖에 없다"며 문제가 없다고 주장하였다. 이러한 논란에도 불구하고 클로저스의 게임 사용량이 92.3%가 증가해 상승 종목 1위를 기록했다.

## 레진코믹스 탈퇴, 웹툰 검열 찬성 운동 논란
김자연이 자신의 입장을 밝히면서 진화에 나섰지만 레진코믹스에서 연재를 하던 일부 웹툰 작가들이 자신의 의견을 SNS로 피력했고, 몇몇 작가들은 독자를 조롱하기도 하였다. 이에 독자 회원들이 레진코믹스를 탈퇴하는 것으로 응수했다., 레진코믹스는 해당 작가들에게 '회사에 피해가 명확히 발생되면 책임을 묻겠으니 불필요한 SNS 활동을 자제해 달라'고 요청하기도 했다.
웹툰 작가들에 대한 일부 네티즌의 반감이 강해진 상황에서 디시인사이드의 웹툰 갤러리의 한 사용자가 방송통신심의위원회에 웹툰에 대한 규제를 강화하라는 민원을 넣자고 제안하였고, 이에 동조한 네티즌들이 "규제로부터 작가를 지키던 독자는 이제 없습니다", "창작은 권력이 아닙니다"라는 표어를 내걸고 정부의 웹툰 규제에 찬성하는 예스 컷(YES CUT) 운동을 벌였다. 이에 진보 성향의 논객 진중권은 "그 초라한 남근들이 다발로 묶여 큰 승리를 거둔 모양이다"라면서 "남의 밥줄 끊어놓겠다는 비열한 협박으로 얻어낸 양아치 같은 승리"라면서 예스 컷 운동을 비판했다. 또한 "견해가 다른 작가들의 이름을 살생부에 올렸다는데, 자리가 있다면 그 살생부에 자신을 넣어달라"고 비꼬았다. 이에 네티즌이 진중권을 '살생부'에 추가하는 촌극이 빚어지기도 했으며, 여성 웹툰 작가들은 자신을 협박하거나 비하한 네티즌을 형사고소했는데, 이를 보도한 언론을 네티즌들이 공격하기도 했다.
또한 업계에서는 메갈리아와 연관이 있다고 추정되는 작가의 작품을 삭제하기도 했으며, 이러한 정책이 확대될 수 있다는 시각도 있다.

## 서브컬처 계로의 전방위적 확산
서브컬처를 향유하는 사용자들이 '표현의 자유'에 대해 편협한 사고를 갖고 있다는 지적이 있으며, 이와 관련하여 자신의 정치적·사회적 성향을 밝혔다는 이유로 해고되거나 계약을 해지당하는 상황에서도 어떠한 집단이나 단체에서도 이들을 위해 목소리를 내지 않고, 누군가 보기엔 '정의구현'일 수 있어도 창작자의 침해받는 권리에 대한 고민이 없다는 점에서 서브컬처 산업의 심각한 결점이 드러났다고 이야기되기도 하였다.

## 정의당 논평 취소 논란
정의당 문화예술위원회는 2016년 7월 20일 "정치적 견해를 이유로 직업활동에서 배제하는 것은 부당하다."는 논지의 논평을 통해 넥슨의 성우 교체 결정을 비판했으나, 이에 반발하는 당원들이 "혐오를 용인하는 논평을 용인할 수 없다."면서 탈당하자, 정의당은 해당 성명을 철회하고 성명서 또한 삭제하였다. 29일에는 상임대표 심상정 의원이 공식 논평을 내놓았다.

## #내가_메갈이다 선언 운동
일부 언론과 연구자들은 '메갈'이라는 단어에 '여자 일베' 같은 부정적 이미지가 부여된 것이, 모던걸, 이대녀, 꼴페미, 된장녀, 김치녀 등으로 이어진 반여성주의적 여성혐오 표현의 일종이라는 주장을 폈고, 이는 '#내가_메갈이다' 선언 운동으로 이어졌다.

## 시사iN의나무위키보도
논쟁 와중에, 주간지 언론 시사인은 메갈리아, 넥슨 해고 지지층에서 자신들의 주장의 논거로 자주 인용되는 원전인 위키위키 사이트 나무위키를 주목하여, 이들의 집단심성을 빅데이터 기법으로 분석하여 특집으로 구성해 보도하였다. 시사IN은 데이터 기반 전략컨설팅 기업 아르스 프락시아와 협력해 나무위키의 메갈리아 항목이 2015년 8월에서 2016년 8월까지의 수정 내역 텍스트의 추가 및 삭제 전체 글자 수 총 299만7430글자를 분석하였다.
이를 기반으로 구성된 나무위키의 메갈리아의 나무위키 담론에서 시사인은 메갈리아에 분노한 남자들이 바로 남성의 성기 크기 품평에서 촉발되었다고 지적했다. 각종 남초 사이트에서는 여성의 몸매가 정육점 부위별로 품평하는 것을 거의 공기와 같이 자연스러워 인식조차하지 않았지만, 자신들이 난생 처음으로 품평 대상이 되자 데이터 상으로 큰 충격을 받았음을 알 수 있었다는 것이다. 나무위키 이용자들은 이러한 품평에 대해 자신들의 성기가 작지 않다고 하는 대신 메갈리아에서 주장하는 사회에 만연한 여성혐오란 존재하지 않고 반박할 수 있다는 것이였는데, 이 주장을 자세히 들여다 보면 다음과 같다.
모든 남성들이 여성에게 성폭행, 성추행, 성적 폭언을 하지 않지만, 그들 중 일부는 모든 여성에게 위협이 되는 성폭행, 성추행, 성적 폭언을 일삼는다. 이에 일부 여성들은 이런 성적 위협에 대해 반사해 돌려주자는 미러링이라는 것을 행하게 되었고 이런 행동은 앞선 성적 위협을 가하지 않는다고 생각하는 자신이 선량하고 진보적이라고 믿는 남자들에게 그대로 노출되었고 이에 이 선량한 남자들은 정의롭고, 상식적인 자신들이 조롱받는 현실을 납득하지 못하고 성기 크기 품평화와 같은 성적 대상화에 직면하자 젠더 불평등 구조에 대한 인식으로 나아가지 않고 자신들을 잠재적 가해자로 인정하는 대신 여성혐오는 없다고 주장하는 것이다. 즉, 여성혐오가 없는데에도 남성을 혐오하는 자들은 곧 여성판 일베이며 그들의 말에 귀 기울일 필요가 없다는 것이라 분석하였다.
보도가 나가자 이 기사의 분석론에 대한 다양한 반론에 대한 반박 보도를 내놓았다. 가령 반달리즘과 같은 경우 즉시 복원되어 데이터 변화량 값이 0이되는 경우 정크 데이터로 분류해 분석에서 제외시켰다는 것이다.
일부 독자들은, 시사인을 포함한 메갈리아를 옹호한다고 규정된 한겨레신문, 경향신문 등에 대해 격앙된 반응을 보이며 오늘의유머, 클리앙 등 남초 진보 인터넷 커뮤니티를 중심으로 정기 구독 해지 등 절독 움직임이 일어났다. 시사인은 이러한 움직임으로 인해 직격탄을 맞아 구체적인 수치는 공개되지 않았지만, 연간 억 원대, 몇년 치 연봉 등의 손해가 났다는 정보 내부 기자들의 SNS를 통해 밝혀지는 한편, 각 기자 개인에 대한 신상 공개와 인신 공격까지 이뤄졌다. 그러나 빅이슈의 경우 "그 수많은 항의 전화 수에 비하면 실제 구독을 중단한 비율은 낮았다고 한다."
이러한 파장에 대해, 독자들을 계도하려는 언론들의 보도 태도가 잘못되었다는 지적이 있는 한편, 언론의 자유와 주제 선정에 있어 제한이 될 수 있다는 자가검열이 이뤄질 수 있다는 점에서 바람직하지 않다는 평가가 있다.

## 같이 보기
- 반여성주의
- 여성 혐오
- 남성 혐오
- 메갈리아
- 워마드
- 나무위키
- 웹툰
- 넥슨
- 정의당